# Amt Elsterland
Het Amt Elsterland is een samenwerkingsverband van 5 gemeenten  in het Landkreis Elbe-Elster in de Duitse deelstaat Brandenburg. Het Amt telt 4.442 inwoners. Het bestuurscentrum bevindt zich in de gemeente Schönborn.

## Gemeenten
Het Amt bestaat uit de volgende gemeenten:
1. Heideland (497)
2. Rückersdorf (1.337)
3. Schilda (430)
4. Schönborn (1.515)
5. Tröbitz (663)